# Hoh-Regenwald

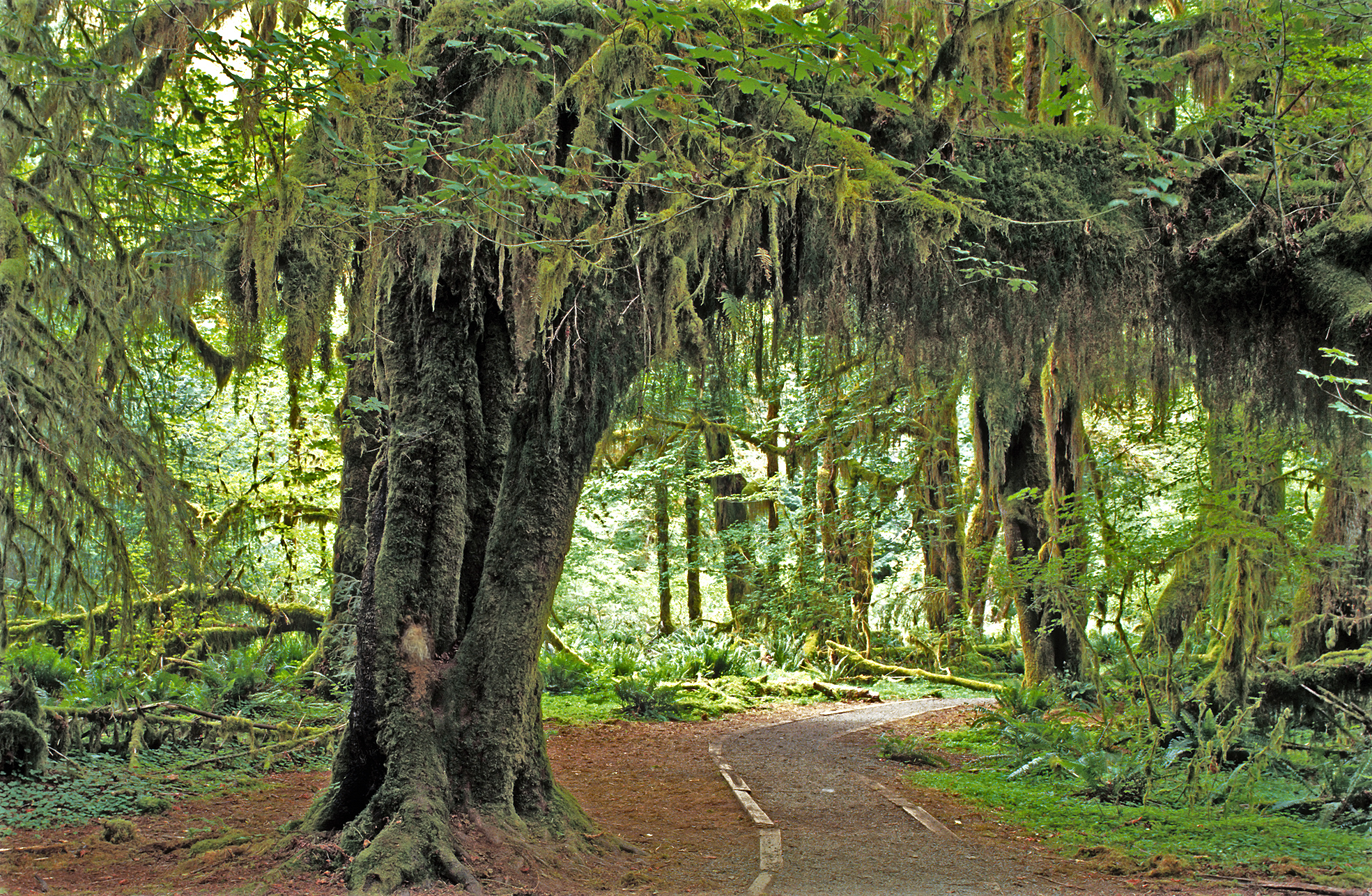
Weg durch den Hoh-Regenwald

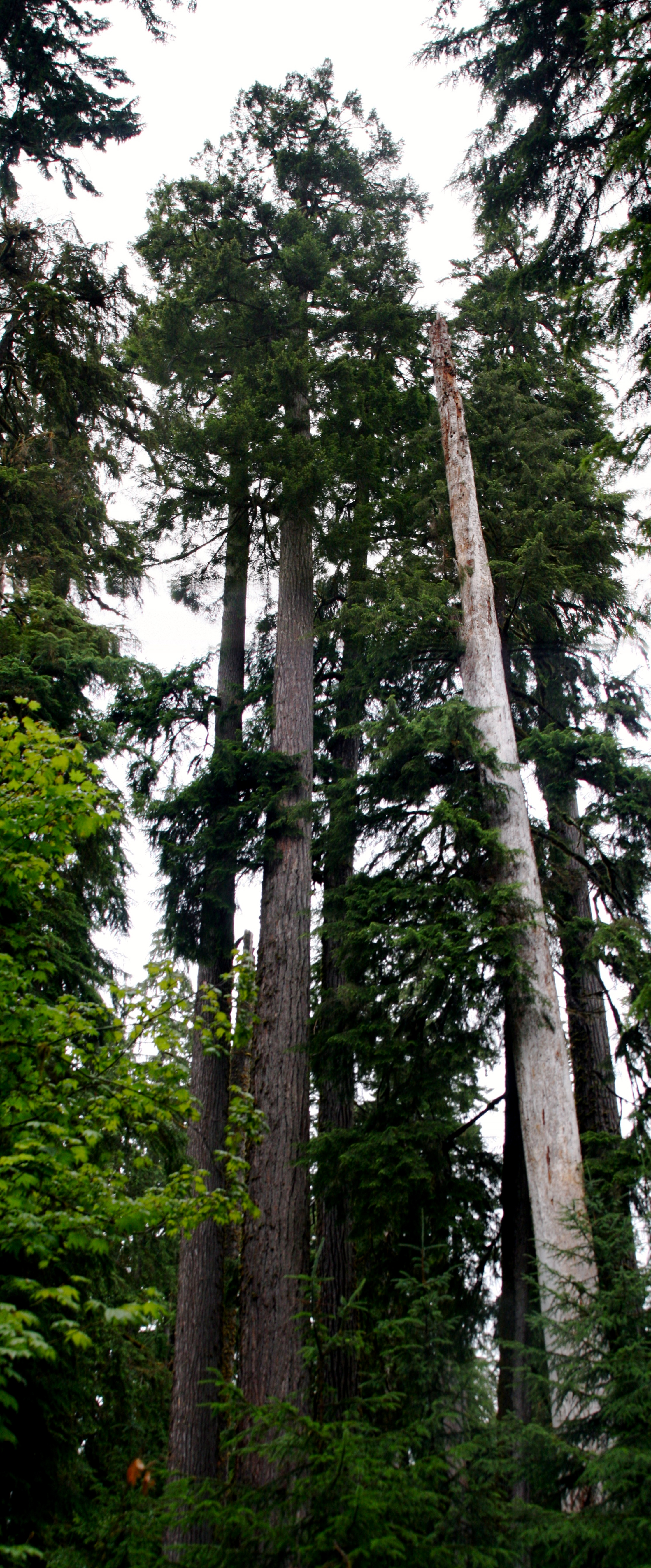
Douglasien

Der Hoh-Regenwald (auch Hoh Rain Forest oder Hoh National Rainforest genannt) befindet sich auf der Olympic Peninsula im Westen des Bundesstaates Washington, der sich im Nordwesten der USA befindet. Er ist einer der wenigen gemäßigten Regenwälder des Landes und Teil des Olympic-Nationalparks. Innerhalb des Nationalparks sind damit 39 km² Wald in den niedrigeren Gebieten zwischen rund 130 und 800 m Höhe geschützt, die sich am Hoh River befinden. Zwischen der Parkgrenze und dem Pazifik wurde im 20. Jahrhundert hingegen der Wald vollständig abgeholzt.
Der Name geht auf die Hoh zurück, einen dort lebenden indianischen Stamm, der mit den Quileute nahe verwandt ist. Im Jahr 2000 lebten 102 von ihnen im Reservat, von denen wiederum 81 als Native Americans anerkannt waren.
Die Niederschläge sind sehr stark, so dass im Jahresmittel etwa 3.600 bis 4.200 mm zusammenkommen. Die heftigen Überschwemmungen zwischen Herbst und Frühjahr sorgen für starke Erosion und der Fluss verlegt häufig sein Bett.
Die vorherrschenden Baumarten sind die Sitka-Fichte und die Westamerikanische Hemlocktanne. Letztere erreichen im Park Höhen bis zu 95 m. Daneben finden sich Douglasien, Riesen-Lebensbaum, aber auch Oregon-Ahorn, Weinblatt-Ahorn, Rot- oder Oregon-Erle und Westliche Balsam-Pappel sind vertreten.
Die Northern Spotted Owl (Strix occidentalis caurina), die nördliche Unterart des Fleckenkauzes, der nur in den riesigen Bäumen lebt, ist hier heimisch, ebenso wie Wasch- und Schwarzbären, Roosevelt-Wapiti und Maultierhirsch sowie Puma.
Eine Rangerstation des National Park Service ist für Schutz und Erhalt des Regenwalds zuständig.